# Deolindo Couto
Deolindo Augusto de Nunes Couto mais conhecido como Deolindo Couto (Teresina, 11 de março de 1902 — Rio de Janeiro, 29 de maio de 1992), foi um médico neurologista e escritor brasileiro, membro da Academia Brasileira de Letras.

## Biografia
Filho de Henrique José Couto e de Maria R. de Nunes Couto. Estudou até o secundário em sua terra natal, formado em medicina pela Universidade do Brasil, onde foi professor e reitor.
Couto exerceu o magistério médico em outras instituições de ensino superior, atividade que o credenciou para ocupar a presidência do Conselho Federal de Educação.
Foi presidente da Academia Brasileira de Neurologia, de 1964 a 1966.
Presidiu ainda o Instituto de Cultura Hispânica, tendo sido membro da Academia Nacional de Medicina, que presidiu diversas vezes. Foi, também, membro ativo de muitas outras entidades de classe.

## Obras
É autor de inúmeros tratados médicos, além de artigos em suas especialidades. Em outras vertentes, exibe ainda o lado biógrafo e ensaísta:
- Vultos e ideias - ensaios - 1961
- Dois sábios ibéricos - crítica - 1961
- Afrânio Peixoto, professor e homem de ciência - ensaio - 1976
- Clementino Fraga, o médico - ensaio - 1980

## Academia Brasileira de Letras
Foi eleito em 24 de outubro de 1963, recebido por Luiz Viana Filho em 4 de dezembro do ano seguinte. Foi o sexto ocupante da cadeira 11, que tem por patrono Fagundes Varela.